# Liga Dominicana de Fútbol 2023
La Liga Dominicana de Fútbol 2023 fue la edición número IX de la LDF.
Comenzó el 16 de Marzo  y finalizó el 29 de octubre.

## Sistema de competición
El torneo de la Liga Dominicana de Fútbol, estuvo conformado en tres partes:
- Temporada Regular: Se jugó un sistema de todos contra todos. Cada equipo disputó un total de 9[2] partidos en campo propio y campo contrario, haciendo un total de 18 jornadas. Los 6 mejores equipos al final de la Temporada Regular avanzaron a la Liguilla.

El orden de clasificación de los equipos, se determinó en una tabla de cómputo general, de la siguiente manera:
- 1) Mayor cantidad de puntos;
- 2) Mayor diferencia de goles a favor; en caso de igualdad;
- 3) Mayor cantidad de goles convertidos; en caso de igualdad;
- 4) Mayor cantidad de goles de visita marcados; en caso de igualdad;
- 5) Menor cantidad de tarjetas rojas recibidas; en caso de igualdad;
- 6) Menor cantidad de tarjetas amarillas recibidas; en caso de igualdad;
- 7) Sorteo.

- Liguilla: Los 6 equipos clasificados de la Temporada Regular jugaron un sistema de todos contra todos. Cada equipo disputó un total de 5 partidos en campo propio y campo contrario, haciendo un total de 10 jornadas. Los 4 mejores equipos al final de la Liguilla avanzaron a los Play-offs. El orden de clasificación fue igual al de la Temporada Regular.

- Play-offs: Se jugó un sistema de eliminación, el primer lugar de la Liguilla enfrentó al cuarto lugar y el segundo enfrentó al tercero. Ambas llaves se jugaron a doble partido y los vencedores avanzaron a la Gran Final que también se disputó a doble partido.

### Clasificación para competiciones internacionales
El campeón de la Gran Final, el Subcampeón y el Mejor clasificado en la tabla general de la temporada obtuvieron un cupo a la Copa Caribeña de la Concacaf 2024. 
El segundo mejor clasificado en la tabla general de la temporada obtuvo un cupo a la CONCACAF Caribbean Club Shield 2024.

## Equipos participantes
Un total de 9 equipos disputarán el Torneo 2023.

### Equipos por provincia
| Provincia         | N.º | Equipos                           |
| ----------------- | --- | --------------------------------- |
| Distrito Nacional | 2   | Club Atlético Pantoja y O&M FC    |
| La Vega           | 2   | Atlético Vega Real y Jarabacoa FC |
| Espaillat         | 1   | Moca FC                           |
| La Romana         | 1   | Delfines del Este FC              |
| Puerto Plata      | 1   | Atlántico FC                      |
| San Cristóbal     | 1   | Atlético San Cristóbal            |
| Santiago          | 1   | Cibao FC                          |

.

### Información de los equipos
| Equipo                 | Entrenador (Inicio Temporada)       | Ciudad                                   | Estadio                         | Capacidad | Fundación | Patrocinadores (En uniforme)      | Proveedor Uniforme                 |
| ---------------------- | ----------------------------------- | ---------------------------------------- | ------------------------------- | --------- | --------- | --------------------------------- | ---------------------------------- |
| Atlántico FC           | Omnys Cordero                       | San Felipe de Puerto Plata, Puerto Plata | Leonel Plácido                  | 2,000     | 2014      | The Greek Resort Signmaster       | Batú Wear                          |
| Atlético Pantoja       | Amleto Bonaccorso                   | Santo Domingo, Distrito Nacional         | Olímpico Félix Sánchez          | 27,000    | 1999      | Banco BHD León Megalabs           | Walon Sport                        |
| Atlético San Cristóbal | Daniel Álvarez                      | San Cristóbal, San Cristóbal             | Panamericano                    | 2,800     | 2014      | EGEHID                            | Batú Wear                          |
| Atlético Vega Real     | Edward Acevedo                      | Concepción de La Vega, La Vega           | Junior Mejia                    | 1,800     | 2014      | Angloamericana de Seguros Incarna | Bandera de la República Dominicana |
| Cibao FC               | Gabriel Martínez Poch               | Santiago de los Caballeros, Santiago     | Cibao FC                        | 10,000    | 2014      | Banreservas                       | Puma                               |
| Delfines del Este FC   | Javier Molinari                     | La Romana, La Romana                     | Complejo Deportivo de La Romana | 1,200     | 2014      | No tiene                          | Bandera de la República Dominicana |
| Jarabacoa FC           | Wilkenson Saint Louis Pierre (Pelé) | Jarabacoa, La Vega                       | Olímpico de La Vega             | 7,000     | 1986      | Banreservas QA Company SRL        | Batú Wear                          |
| Moca FC                | Sergio Guzman                       | Moca, Espaillat                          | Polideportivo Moca 85           | 4,000     | 1971      | PETS Agrotel                      | Batú Wear                          |
| O&M FC                 | Daniel Lanata                       | Santo Domingo, Distrito Nacional         | Olímpico Félix Sánchez          | 27,000    | 1974      | Universidad Dominicana O&M        | Bandera de la República Dominicana |

## Fase de clasificación
| Pos. | Equipo                 | Pts. | PJ | G  | E | P  | GF | GC | Dif. | Clasificación 2023                                            |
| ---- | ---------------------- | ---- | -- | -- | - | -- | -- | -- | ---- | ------------------------------------------------------------- |
| 1    | Cibao FC               | 36   | 16 | 11 | 3 | 2  | 27 | 7  | +20  | Clasificado a la Liguilla y a la Copa Caribeña de la Concacaf |
| 2    | Atlántico FC           | 28   | 16 | 8  | 4 | 4  | 23 | 13 | +10  | Liguilla                                                      |
| 3    | Moca FC                | 28   | 16 | 9  | 1 | 6  | 25 | 11 | +14  | Liguilla                                                      |
| 4    | O&M FC                 | 24   | 16 | 6  | 6 | 4  | 15 | 12 | +3   | Liguilla                                                      |
| 5    | Atlético Vega Real     | 24   | 16 | 7  | 3 | 6  | 17 | 17 | 0    | Liguilla                                                      |
| 6    | Atlético Pantoja       | 23   | 16 | 6  | 5 | 5  | 19 | 15 | +4   | Liguilla                                                      |
| 7    | Delfines del Este FC   | 16   | 16 | 3  | 7 | 6  | 9  | 15 | −6   |                                                               |
| 8    | Jarabacoa FC           | 14   | 16 | 4  | 2 | 10 | 17 | 33 | −16  |                                                               |
| 9    | Atlético San Cristóbal | 6    | 16 | 1  | 3 | 12 | 7  | 36 | −29  | Último lugar                                                  |

Actualizado a los partidos jugados el 8 de julio de 2023.
 Fuente: 

### Resultados

#### Fixture
| Cibao fc                   | 2 - 1 | Atlético Vega Real    | Estadio Cibao fc                      | 16 de marzo | 19:00 |
| Delfines del Este FC       | 0 - 0 | O&M FC                | Estadio Panamericano Parque del Este  | 18 de marzo | 16:00 |
| Atlético San Cristóbal     | 0 - 0 | Club Atlético Pantoja | Estadio Panamericano de San Cristóbal | 18 de marzo | 18:00 |
| Moca FC                    | 2 - 0 | Jarabacoa FC          | Polideportivo Moca 85                 | 19 de marzo | 18:30 |
| Equipo libre: Atlántico FC |       |                       |                                       |             |       |

| Atlético Vega Real                 | 1 - 0 | Atlántico FC           | Estadio El Condor de La Vega          | 1 de abril | 16:00 |
| O&M FC                             | 1 - 0 | Moca FC                | Estadio Panamericano de San Cristóbal | 1 de abril | 18:00 |
| Jarabacoa FC                       | 3 - 0 | Atlético San Cristóbal | Estadio Junior Mejia                  | 2 de abril | 16:00 |
| Club Atlético Pantoja              | 0 - 1 | Cibao FC               | Estadio Panamericano de San Cristóbal | 2 de abril | 18:00 |
| Equipo libre: Delfines del Este FC |       |                        |                                       |            |       |

| Atlántico FC                     | 1 - 2 | Club Atlético Pantoja | Estadio Cibao fc                      | 5 de abril | 16:00 |
| Moca FC                          | 1 - 0 | Delfines del Este FC  | Polideportivo Moca 85                 | 5 de abril | 18:00 |
| Cibao FC                         | 5 - 1 | Jarabacoa FC          | Estadio Cibao FC                      | 5 de abril | 20:00 |
| Atlético San Cristóbal           | 0 - 3 | O&M FC                | Estadio Panamericano de San Cristóbal | 6 de abril | 16:00 |
| Equipo libre: Atlético Vega Real |       |                       |                                       |            |       |

| Delfines del Este FC  | 1 - 0 | Atlético San Cristóbal | Estadio Panamericano Parque del Este  | 11 de abril | 16:00 |
| O&M FC                | 0 - 0 | Cibao FC               | Estadio Panamericano de San Cristóbal | 11 de abril | 18:00 |
| Atlético Vega Real    | 1 - 1 | Club Atlético Pantoja  | Estadio El Condor de La Vega          | 12 de abril | 16:00 |
| Jarabacoa FC          | 1 - 4 | Atlántico FC           | Estadio Junior Mejia                  | 12 de abril | 16:00 |
| Equipo libre: Moca FC |       |                        |                                       |             |       |

| Atlántico FC                        | 2 - 0 | O&M FC                 | Estadio Panamericano Parque del Este | 15 de abril | 16:00 |
| Cibao FC                            | 3 - 0 | Delfines del Este FC   | Estadio Cibao FC                     | 15 de abril | 18:00 |
| Atlético Vega Real                  | 1 - 0 | Jarabacoa FC           | Estadio El Condor de La Vega         | 16 de abril | 15:00 |
| Moca FC                             | 1 - 0 | Atlético San Cristóbal | Polideportivo Moca 85                | 16 de abril | 18:00 |
| Equipo libre: Club Atlético Pantoja |       |                        |                                      |             |       |

| Delfines del Este FC                 | 0 - 1 | Atlántico FC          | Estadio Panamericano Parque del Este | 22 de abril | 16:00 |
| Moca FC                              | 0 - 1 | Cibao FC              | Polideportivo Moca 85                | 22 de abril | 18:30 |
| Jarabacoa FC                         | 0 - 4 | Club Atlético Pantoja | Estadio Junior Mejia                 | 23 de abril | 16:00 |
| O&M FC                               | 1 - 0 | Atlético Vega Real    | Estadio Olímpico Félix Sánchez       | 23 de abril | 18:00 |
| Equipo libre: Atlético San Cristóbal |       |                       |                                      |             |       |

| Cibao FC                   | 5 - 0 | Atlético San Cristóbal | Estadio Cibao FC               | 28 de abril | 19:00 |
| Atlántico FC               | 1 - 0 | Moca FC                | Estadio Cibao FC               | 29 de abril | 16:00 |
| Atlético Vega Real         | 0 - 0 | Delfines del Este FC   | Estadio El Condor de La Vega   | 30 de abril | 15:00 |
| Club Atlético Pantoja      | 0 - 0 | O&M FC                 | Estadio Olímpico Félix Sánchez | 30 de abril | 17:00 |
| Equipo libre: Jarabacoa FC |       |                        |                                |             |       |

| Atlético San Cristóbal | 2 - 2 | Atlántico FC          | Estadio Panamericano de San Cristóbal | 6 de mayo | 16:00 |
| O&M FC                 | 2 - 1 | Jarabacoa FC          | Estadio Olímpico Félix Sánchez        | 6 de mayo | 18:00 |
| Delfines del Este FC   | 0 - 0 | Club Atlético Pantoja | Estadio Panamericano Parque del Este  | 7 de mayo | 16:00 |
| Moca FC                | 2 - 1 | Atlético Vega Real    | Polideportivo Moca 85                 | 7 de mayo | 18:00 |
| Equipo libre: Cibao FC |       |                       |                                       |           |       |

| Atlético San Cristóbal | 1 - 0 | Atlético Vega Real   | Estadio Panamericano de San Cristóbal | 10 de mayo | 16:00 |
| Jarabacoa FC           | 2 - 0 | Delfines del Este FC | Estadio Junior Mejia                  | 10 de mayo | 16:00 |
| Cibao FC               | 0 - 0 | Atlántico FC         | Estadio Cibao FC                      | 10 de mayo | 18:00 |
| Club Atlético Pantoja  | 0 - 2 | Moca FC              | Estadio Olímpico Félix Sánchez        | 10 de mayo | 19:00 |
| Equipo libre: O&M FC   |       |                      |                                       |            |       |

| Atlético San Cristóbal             | 1 - 3 | Jarabacoa FC          | Estadio Panamericano de San Cristóbal | 13 de mayo | 16:00 |
| Moca FC                            | 2 - 0 | O&M FC                | Polideportivo Moca 85                 | 13 de mayo | 18:00 |
| Atlántico FC                       | 3 - 0 | Atlético Vega Real    | Estadio El Condor de La Vega          | 14 de mayo | 16:00 |
| Cibao FC                           | 2 - 1 | Club Atlético Pantoja | Estadio Cibao FC                      | 14 de mayo | 18:00 |
| Equipo libre: Delfines del Este FC |       |                       |                                       |            |       |

| O&M FC                           | 3 - 1 | Atlético San Cristóbal | Estadio Olímpico Félix Sánchez       | 19 de mayo | 19:00 |
| Delfines del Este FC             | 1 - 1 | Moca FC                | Estadio Panamericano Parque del Este | 20 de mayo | 16:00 |
| Club Atlético Pantoja            | 2 - 1 | Atlántico FC           | Estadio Olímpico Félix Sánchez       | 20 de mayo | 18:00 |
| Jarabacoa FC                     | 0 - 3 | Cibao FC               | Estadio Junior Mejia                 | 21 de mayo | 16:00 |
| Equipo libre: Atlético Vega Real |       |                        |                                      |            |       |

| Atlántico FC           | 2 - 2 | Jarabacoa FC         | Estadio El Condor de La Vega          | 27 de mayo | 16:00 |
| Cibao FC               | 0 - 1 | O&M FC               | Estadio Cibao FC                      | 27 de mayo | 18:00 |
| Atlético San Cristóbal | 1 - 2 | Delfines del Este FC | Estadio Panamericano de San Cristóbal | 7 de junio | 16:00 |
| Club Atlético Pantoja  | 3 - 1 | Atlético Vega Real   | Estadio Olímpico Félix Sánchez        | 7 de junio | 18:00 |
| Equipo libre: Moca FC  |       |                      |                                       |            |       |

| Delfines del Este FC                | 0 - 0 | Cibao FC           | Estadio Panamericano Parque del Este  | 31 de mayo | 16:00 |
| Jarabacoa FC                        | 0 - 2 | Atlético Vega Real | Estadio Junior Mejia                  | 31 de mayo | 16:00 |
| Atlántico FC                        | 2 - 1 | O&M FC             | Estadio El Condor de La Vega          | 31 de mayo | 16:00 |
| Atlético San Cristóbal              | 0 - 6 | Moca FC            | Estadio Panamericano de San Cristóbal | 31 de mayo | 18:00 |
| Equipo libre: Club Atlético Pantoja |       |                    |                                       |            |       |

| Atlético Vega Real                   | 1 - 1 | O&M FC               | Estadio El Condor de La Vega          | 3 de junio | 16:00 |
| Club Atlético Pantoja                | 0 - 3 | Jarabacoa FC         | Estadio Panamericano de San Cristóbal | 3 de junio | 18:00 |
| Atlántico FC                         | 2 - 0 | Delfines del Este FC | Estadio El Condor de La Vega          | 4 de junio | 16:00 |
| Cibao FC                             | 1 - 0 | Moca FC              | Estadio Cibao FC                      | 4 de junio | 18:00 |
| Equipo libre: Atlético San Cristóbal |       |                      |                                       |            |       |

| Delfines del Este FC       | 1 - 2 | Atlético Vega Real    | Estadio Panamericano Parque del Este  | 10 de junio | 16:00 |
| Moca FC                    | 0 - 1 | Atlántico FC          | Polideportivo Moca 85                 | 10 de junio | 18:00 |
| Atlético San Cristóbal     | 0 - 1 | Cibao FC              | Estadio Panamericano de San Cristóbal | 11 de abril | 16:00 |
| O&M FC                     | 0 - 1 | Club Atlético Pantoja | Estadio Olímpico Félix Sánchez        | 11 de abril | 18:00 |
| Equipo libre: Jarabacoa FC |       |                       |                                       |             |       |

| Club Atlético Pantoja  | 0 - 0 | Delfines del Este FC   | Estadio Olímpico Félix Sánchez | 22 de abril | 19:00 |
| Jarabacoa FC           | 0 - 0 | O&M FC                 | Estadio Junior Mejia           | 24 de junio | 16:00 |
| Atlántico FC           | 0 - 0 | Atlético San Cristóbal | Estadio El Condor de La Vega   | 24 de junio | 16:00 |
| Atlético Vega Real     | 2 - 1 | Moca FC                | El Condor de La Vega           | 25 de junio | 16:00 |
| Equipo libre: Cibao FC |       |                        |                                |             |       |

| Atlético Vega Real   | 2 - 0 | Atlético San Cristóbal | El Condor de La Vega                 | 1 de julio | 16:00 |
| Moca FC              | 2 - 1 | Club Atlético Pantoja  | Polideportivo Moca 85                | 1 de julio | 17:00 |
| Delfines del Este FC | 3 - 1 | Jarabacoa FC           | Estadio Panamericano Parque del Este | 2 de julio | 16:00 |
| Atlántico FC         | 1 - 2 | Cibao FC               | Estadio Cibao FC                     | 2 de julio | 18:00 |
| Equipo libre: O&M FC |       |                        |                                      |            |       |

| Club Atlético Pantoja      | 4 - 1 | Atlético San Cristóbal | Estadio Olímpico Félix Sánchez | 7 de julio | 18:00 |
| Jarabacoa FC               | 0 - 4 | Moca FC                | Estadio Junior Mejia           | 8 de julio | 16:00 |
| Atlético Vega Real         | 2 - 1 | Cibao FC               | Estadio El Condor de La Vega   | 8 de julio | 18:00 |
| O&M FC                     | 1 - 1 | Delfines del Este FC   | Estadio Olímpico Félix Sánchez | 8 de julio | 18:00 |
| Equipo libre: Atlántico FC |       |                        |                                |            |       |

## Liguilla

### Clasificación
| Pos. | Equipo             | Pts. | PJ | G | E | P | GF | GC | Dif. | Clasificación 2023 |
| ---- | ------------------ | ---- | -- | - | - | - | -- | -- | ---- | ------------------ |
| 1    | Cibao FC           | 19   | 10 | 5 | 4 | 1 | 21 | 11 | +10  | Play-offs          |
| 2    | Moca FC            | 19   | 10 | 5 | 4 | 1 | 12 | 6  | +6   | Play-offs          |
| 3    | Atlético Pantoja   | 16   | 10 | 5 | 1 | 4 | 19 | 14 | +5   | Play-offs          |
| 4    | Atlántico FC       | 12   | 10 | 3 | 3 | 4 | 15 | 19 | −4   | Play-offs          |
| 5    | Atlético Vega Real | 9    | 10 | 2 | 3 | 5 | 6  | 13 | −7   |                    |
| 6    | Universidad O&M    | 7    | 10 | 2 | 1 | 7 | 12 | 22 | −10  |                    |

Actualizado a los partidos jugados el 23 de septiembre de 2023.
 Fuente: 

### Resultados

#### Fixture
| Atlántico FC          | 2 - 2 | Moca FC            | Estadio El Condor de La Vega   | 14 de julio | 18:00 |
| O&M FC                | 0 - 0 | Atlético Vega Real | Estadio Olímpico Félix Sánchez | 15 de julio | 18:00 |
| Club Atlético Pantoja | 2 - 4 | Cibao FC           | Estadio Olímpico Félix Sánchez | 16 de julio | 18:00 |

| O&M FC             | 1 - 2 | Atlántico FC          | Estadio Olímpico Félix Sánchez | 21 de julio | 19:00 |
| Moca FC            | 0 - 0 | Cibao FC              | Polideportivo Moca 85          | 22 de julio | 18:00 |
| Atlético Vega Real | 2 - 1 | Club Atlético Pantoja | Estadio El Condor de La Vega   | 23 de julio | 18:00 |

| Cibao FC              | 3 - 0 | Atlético Vega Real | Estadio Cibao FC               | 28 de julio | 19:00 |
| O&M FC                | 0 - 1 | Moca FC            | Estadio Olímpico Félix Sánchez | 29 de julio | 18:00 |
| Club Atlético Pantoja | 3 - 0 | Atlántico FC       | Estadio Olímpico Félix Sánchez | 30 de julio | 18:00 |

| Club Atlético Pantoja | 0 - 1 | O&M FC             | Estadio Olímpico Félix Sánchez | 26 de julio | 19:00 |
| Cibao FC              | 1 - 1 | Atlántico FC       | Estadio Cibao FC               | 5 de agosto | 17:55 |
| Moca FC               | 1 - 0 | Atlético Vega Real | Polideportivo Moca 85          | 6 de agosto | 18:00 |

| Moca FC      | 0 - 0 | Club Atlético Pantoja | Polideportivo Moca 85        | 12 de agosto     | 17:00 |
| Atlántico FC | 0 - 1 | Atlético Vega Real    | Estadio El Condor de La Vega | 12 de agosto     | 19:00 |
| Cibao FC     | 6 - 2 | O&M FC                | Estadio Cibao FC             | 16 de septiembre | 17:00 |

| Atlético Vega Real | 1 - 3 | O&M FC                | Estadio El Condor de La Vega | 16 de agosto | 17:00 |
| Moca FC            | 4 - 1 | Atlántico FC          | Polideportivo Moca 85        | 16 de agosto | 17:00 |
| Cibao FC           | 0 - 3 | Club Atlético Pantoja | Estadio Cibao FC             | 16 de agosto | 19:00 |

| Cibao FC              | 1 - 0 | Moca FC            | Estadio Cibao FC               | 19 de agosto | 18:00 |
| Club Atlético Pantoja | 3 - 1 | Atlético Vega Real | Estadio Olímpico Félix Sánchez | 20 de agosto | 17:00 |
| Atlántico FC          | 3 - 1 | O&M FC             | Estadio El Condor de La Vega   | 20 de agosto | 18:00 |

| Atlético Vega Real | 0 - 0 | Cibao FC              | Estadio El Condor de La Vega | 27 de agosto | 17:00 |
| Atlántico FC       | 4 - 5 | Club Atlético Pantoja | Estadio Cibao FC             | 27 de agosto | 18:00 |
| Moca FC            | 2 - 1 | O&M FC                | Polideportivo Moca 85        | 28 de agosto | 18:00 |

| Atlético Vega Real | 1 - 1 | Moca FC               | Estadio El Condor de La Vega   | 2 de septiembre | 17:00 |
| O&M FC             | 1 - 2 | Club Atlético Pantoja | Estadio Olímpico Félix Sánchez | 3 de septiembre | 18:00 |
| Cibao FC           | 1 - 1 | Atlántico FC          | Estadio Cibao FC               | 4 de septiembre | 17:00 |

| Atlético Vega Real    | 0 - 1 | Atlántico FC | Estadio El Condor de La Vega          | 23 de septiembre | 18:00 |
| Club Atlético Pantoja | 0 - 1 | Moca FC      | Estadio Panamericano de San Cristóbal | 23 de septiembre | 18:00 |
| O&M FC                | 2 - 5 | Cibao FC     | Estadio Olímpico Félix Sánchez        | 23 de septiembre | 18:00 |

## Tabla General
| Pos. | Equipo                 | Pts. | PJ | G  | E | P  | GF | GC | Dif. | Clasificación 2023                     |
| ---- | ---------------------- | ---- | -- | -- | - | -- | -- | -- | ---- | -------------------------------------- |
| 1    | Cibao FC (C)           | 65   | 30 | 19 | 8 | 3  | 56 | 18 | +38  | Campeón y Copa Caribeña de la Concacaf |
| 2    | Moca FC                | 52   | 30 | 15 | 7 | 8  | 39 | 21 | +18  | Copa Caribeña de la Concacaf           |
| 3    | Atlético Pantoja       | 40   | 28 | 11 | 7 | 10 | 39 | 31 | +8   | Repechaje a CFU Club Shield            |
| 4    | Atlántico FC           | 40   | 28 | 11 | 7 | 10 | 38 | 37 | +1   | Repechaje a CFU Club Shield            |
| 5    | Atlético Vega Real     | 33   | 26 | 9  | 6 | 11 | 23 | 30 | −7   |                                        |
| 6    | O&M FC                 | 31   | 26 | 8  | 7 | 11 | 27 | 34 | −7   |                                        |
| 7    | Delfines del Este FC   | 16   | 16 | 3  | 7 | 6  | 9  | 15 | −6   |                                        |
| 8    | Jarabacoa FC           | 14   | 16 | 4  | 2 | 10 | 17 | 33 | −16  |                                        |
| 9    | Atlético San Cristóbal | 6    | 16 | 1  | 3 | 12 | 7  | 36 | −29  | Último lugar                           |

Actualizado a los partidos jugados el 23 de septiembre de 2023.
 Fuente: 
Notas:
1. ↑  Debido al empate en puntos entre ambos equipos, se jugó un Play-Off para definir al equipo clasificado a la competición.

## Play-Offs
|  | Semifinales                                                 | Semifinales                                                 | Semifinales                                                 | Semifinales                                                 |   |          | Final                                      | Final                                      | Final                                      | Final                                      |  |
|  | 30 de septiembre y 1 de octubre (Ida) 8 de octubre (Vuelta) | 30 de septiembre y 1 de octubre (Ida) 8 de octubre (Vuelta) | 30 de septiembre y 1 de octubre (Ida) 8 de octubre (Vuelta) | 30 de septiembre y 1 de octubre (Ida) 8 de octubre (Vuelta) |   |          | 22 de octubre (Ida) 29 de octubre (Vuelta) | 22 de octubre (Ida) 29 de octubre (Vuelta) | 22 de octubre (Ida) 29 de octubre (Vuelta) | 22 de octubre (Ida) 29 de octubre (Vuelta) |  |
|  |                                                             |                                                             |                                                             |                                                             |   |          |                                            |                                            |                                            |                                            |  |
|  |                                                             |                                                             |                                                             |                                                             |   |          |                                            |                                            |                                            |                                            |  |
|  | Moca FC                                                     | 0                                                           | 2                                                           | 2                                                           |   |          |                                            |                                            |                                            |                                            |  |
|  | Moca FC                                                     | 0                                                           | 2                                                           | 2                                                           |   |          |                                            |                                            |                                            |                                            |  |
|  | Atlético Pantoja                                            | 0                                                           | 1                                                           | 1                                                           |   |          |                                            |                                            |                                            |                                            |  |
|  | Atlético Pantoja                                            | 0                                                           | 1                                                           | 1                                                           |   | Cibao FC | 0                                          | 3                                          | 3                                          |                                            |  |
|  |                                                             |                                                             |                                                             |                                                             |   | Cibao FC | 0                                          | 3                                          | 3                                          |                                            |  |
|  |                                                             |                                                             | Moca FC                                                     | 0                                                           | 0 | 0        |                                            |                                            |                                            |                                            |  |
|  | Cibao FC                                                    | 3                                                           | Moca FC                                                     | 0                                                           | 0 | 0        | 2                                          | 5                                          |                                            |                                            |  |
|  | Cibao FC                                                    | 3                                                           |                                                             |                                                             |   |          | 2                                          | 5                                          |                                            |                                            |  |
|  | Atlántico FC                                                | 0                                                           | 0                                                           | 0                                                           |   |          |                                            |                                            |                                            |                                            |  |
|  | Atlántico FC                                                | 0                                                           | 0                                                           | 0                                                           |   |          |                                            |                                            |                                            |                                            |  |
|  |                                                             |                                                             |                                                             |                                                             |   |          |                                            |                                            |                                            |                                            |  |

### Semifinales

#### Atlántico FCvsCibao FC
| 1 de octubre de 2023 | Atlántico FC | 0:3 (0:1) | Cibao FC                                                     | Estadio El Cóndor de La Vega, La Vega |  |
|                      |              |           | Charles Herold Jr. 26' · Erick Japa 74' · Carlos Ventura 85' |                                       |  |

| 8 de octubre de 2023             | Cibao FC                                  | 2:0 (1:0) (Global 5:0) | Atlántico FC | Estadio Cibao FC, Cibao |  |
|                                  | Charles Herold Jr. 9' · Julio Cáceres 53' |                        |              |                         |  |
| Cibao FC avanzó a la Gran Final. |                                           |                        |              |                         |  |

#### Moca FCvsAtlético Pantoja
| 30 de septiembre de 2023 | Atlético Pantoja | 0:0 (0:0) | Moca FC | Estadio Olímpico Félix Sánchez, Santo Domingo |  |

| 8 de octubre de 2023            | Moca FC                               | 2:1 (2:0) (Global 2:1) | Atlético Pantoja | Polideportivo Moca 85, Moca |  |
|                                 | Gustavo Ascona 2' · Carlos Rosell 38' |                        | Oliver Durán 83' |                             |  |
| Moca FC avanzó a la Gran Final. |                                       |                        |                  |                             |  |

### Gran Final

#### Moca FCvsCibao FC
| 22 de octubre de 2023 | Moca FC | 0:0 (0:0) | Cibao FC | Polideportivo Moca 85, Moca |  |

| 29 de octubre de 2023                                 | Cibao FC                                                       | 3:0 (2:0) (Global 3:0) | Moca FC | Estadio Cibao FC, Cibao |  |
|                                                       | Carlos Ventura 6' · Yunior Peralta 23' · Jean Carlos López 61' |                        |         |                         |  |
| Cibao FC campeón de la Liga Dominicana de Fútbol 2023 |                                                                |                        |         |                         |  |

|                             |
| Cibao FC Campeón 4.° título |

## Play-Off por el Tercer Lugar
| 3 de marzo de 2024                            | Atlético Pantoja | 1:1 (0:0) (4:2 p.) | Atlántico FC | Estadio Leonel Plácido, Puerto Plata |  |
|                                               | Espinal 47'      | Reporte            | Díaz 63'     |                                      |  |
| Atlético Pantoja clasifica al CFU Club Shield |                  |                    |              |                                      |  |

## Estadísticas

### Máximos goleadores
Lista con los máximos goleadores de la competencia.
| Núm. | Pos.           | Jugador            | Equipo             | Goles |
| ---- | -------------- | ------------------ | ------------------ | ----- |
| 1.º  | Centrocampista | Leonardo Becerra   | Atlántico FC       | 18    |
| 2.º  | Delantero      | Luis Espinal       | Atlético Pantoja   | 11    |
| 2.º  | Delantero      | Carlos Ventura     | Cibao FC           | 11    |
| 4.º  | Delantero      | Jamesley Daniel    | O&M FC             | 10    |
| 5.º  | Centrocampista | Juan Ángeles       | Moca FC            | 9     |
| 5.º  | Delantero      | Gustavo Ascona     | Moca FC            | 9     |
| 7.º  | Delantero      | Erick Japa         | Cibao FC           | 7     |
| 8.º  | Delantero      | Roberto Louima     | Atlético Vega Real | 5     |
| 8.º  | Centrocampista | Richard Dabas      | Moca FC            | 5     |
| 8.º  | Centrocampista | Sebastián Valencia | Moca FC            | 5     |

### Hat-tricks o más
| Fecha        | Jugador          | Goles            | Local                  |  | Resultado |  | Visitante        | Jornada |
| ------------ | ---------------- | ---------------- | ---------------------- |  | --------- |  | ---------------- | ------- |
| 6 de abril   | Jamesley Daniel  | 40' 54' 76'      | Atlético San Cristóbal |  | 0 - 3     |  | O&M FC           | 3       |
| 31 de mayo   | Juan Ángeles     | 10' 45+1' 65'    | Atlético San Cristóbal |  | 0 - 6     |  | Moca FC          | 13      |
| 16 de agosto | Gustavo Ascona   | 18' 34' 49'      | Moca FC                |  | 4 - 1     |  | Atlántico FC     | *6      |
| 27 de agosto | Leonardo Becerra | 4' 21' 37' 45+1' | Atlántico FC           |  | 4 - 5     |  | Atlético Pantoja | *8      |

*Liguilla